# 영업 비밀
영업비밀(Trade Secret)은 지식재산권의 일종이다. 영업비밀은 ‘기업·기관 등이 시장에서 경쟁우위를 확보하기 위해 비밀로 관리하고 있는 기술·경영 정보’를 말한다. 대표적인 예시로 경영정보는 고객리스트, 제품원가 등이 있고, 기술정보는 특허로 출원하지 않은 연구개발정보, 제품배합비, 제품·설비 도면, 프로그램 소스코드 등이 있다. 이러한 기술·경영 정보를 영업비밀로 보호받기 위해서는 정보에 접근하는 사람들이 해당 정보가 비밀로 유지·관리되고 있다고 인식될 수 있도록 비밀관리조치를 취해야 한다. 비밀관리조치로는 해당 문서·파일에 비밀표시, 접근자나 접근가능자에게 비밀유지의무, 시건장치나 비밀번호 설정 등으로 접근방법을 제한하는 조치 등이 있다. 한국영업비밀보호법에서 보호대상으로 정의하고 있는 '영업비밀'이란 공공연히 알려져 있지 아니하고 독립된 경제적 가치를 가지는 것으로서, 비밀로 관리된 생산방법, 판매방법, 그 밖에 영업활동에 유용한 기술상 또는 경영상의 정보를 말한다.

## 가치
영업 비밀은 중요하지만 기업 지적 재산(IP)의 보이지 않는 구성 요소이다. 시가총액으로 측정되는 기업 가치에 대한 기여도는 매우 클 수 있다. 눈에 보이지 않기 때문에 그 기여도를 측정하기가 어렵다. 그럼에도 불구하고 연구에 따르면 영업비밀법의 변경이 R&D 및 특허에 대한 기업의 지출에 영향을 미치는 것으로 나타났다. 이 연구는 영업비밀의 가치에 대한 간접적인 증거를 제공한다.

## 보호
등록된 지적재산권과 달리 영업비밀은 정의상 전 세계에 공개되지 않는다. 대신, 영업비밀 소유자는 영업비밀 정보를 처리하기 위한 특별 절차를 마련하고 기술 및 법적 보안 조치를 모두 구현하여 경쟁사로부터 영업비밀 정보를 보호하려고 한다. 영업비밀 분쟁이 발생하는 가장 일반적인 이유는 영업비밀 보유 회사의 이전 직원이 경쟁업체를 위해 일하기 위해 퇴사하고 이전 고용주의 귀중한 기밀 정보를 빼내거나 사용한 혐의를 받는 경우이다. 법적 보호에는 비공개 계약(NDA), 채용 및 비경쟁 조항이 포함된다. 즉, 직원은 비밀 보유자에게 고용될 수 있는 기회를 제공하는 대가로 장래 고용주의 독점 정보를 공개하지 않고, 그 동안 생산된 지적 작업 및 작업 결과물에 대한 소유권을 고용주에게 양도하거나 양도하는 계약에 서명할 수 있다. 계약 위반은 일반적으로 영업비밀 공개에 대한 의욕을 저해하는 무거운 금전적 처벌을 받을 가능성이 있다. 영업 비밀 정보는 기밀 유지 위반 금지 명령, 금전적 손해 배상, 경우에 따라 징벌적 손해 배상 및 변호사 비용을 포함한 법적 조치를 통해 보호될 수 있다. 특별한 상황에서는 영업비밀보호법(DTSA)에 따른 일방 압수를 통해 법원이 영업비밀의 전파 또는 유포를 방지하기 위해 재산을 압류할 수도 있다. 그러나 합법적으로 경쟁업체를 위해 일했던 전 이해관계자의 NDA 위반을 입증하거나 비경쟁 조항 위반에 대한 소송에서 승소하는 것은 매우 어려울 수 있다. 영업비밀 보유자는 벤더, 라이센시, 이사회 구성원 등 자신이 거래하는 다른 당사자에게도 유사한 합의를 요구할 수도 있다.
회사는 NDA, 고용 계약, 이해관계자와의 비경쟁 계약(지리적 및 시간 범위에서 합리적인 제한만을 포함하여 고용법의 제약 내에서)을 통해 기밀 정보를 보호할 수 있으므로 이러한 보호 계약 조치는 특허나 저작권처럼 만료되지 않는 비밀 정보에 대한 영구적인 독점을 효과적으로 창출한다. 그러나 등록된 지적 재산권과 관련된 공식적인 보호가 부족하다는 것은 서명된 계약에 구속되지 않는 제3자가 리버스 엔지니어링 등을 통해 비밀 정보가 발견되면 이를 독립적으로 복제하고 사용하는 것이 금지되지 않는다는 것을 의미한다.
따라서 비밀 공식과 같은 영업 비밀은 핵심 정보를 신뢰할 수 있는 소수의 개인에게만 제한하여 보호되는 경우가 많다. 영업비밀로 보호되는 제품의 유명한 예로는 샤르트뢰즈 리큐어와 코카콜라가 있다.
영업비밀 보호는 원칙적으로 무기한 연장될 수 있으므로 특정 기간 동안만 지속되는 특허 보호 및 기타 등록된 지적 재산권에 비해 이점을 제공할 수 있다. 예를 들어, 코카콜라 회사는 코카콜라 제조법에 대한 특허가 없으며 특허가 제공하는 20년의 보호보다 더 오랜 기간 동안 이를 보호하는 데 효과적이었다. 실제로 코카콜라는 적어도 두 명의 판사의 명령에도 불구하고 영업비밀 공개를 거부했다.

## 관련 사례
- 듀퐁 대 코오롱 소송

## 같이 보기
- 지식 재산권
- 부정경쟁방지 및 영업비밀보호에 관한 법률

## 참고 문헌
- 영업비밀보호센터 제도 소개https://www.tradesecret.or.kr/main.do
- 특허청-꼭 알아야 할 영업비밀 판례